# Willy Vekemans
Willy Vekemans (Putte, 28 april 1945) is een voormalig Belgisch wielrenner. 

## Belangrijkste overwinningen
1967
- Omloop Het Volk

1968
- GP Kanton Aargau Gippingen
- 4e etappe Ronde van België

1969
- Gent-Wevelgem
- Hoeilaart-Diest-Hoeilaart
- 4e etappe Ronde van België

1970
- 2e etappe Tirreno-Adriatico

## Resultaten in voornaamste wedstrijden
| Jaar | Ronde van Italië | Ronde van Frankrijk | Ronde van Spanje |
| ---- | ---------------- | ------------------- | ---------------- |
| 1967 |                  |                     |                  |
| 1968 |                  |                     | opgave           |
| 1969 |                  |                     |                  |
| 1970 | opgave           |                     |                  |
| 1972 |                  |                     |                  |

| Jaar | Milaan-San Remo | Gent-Wevelgem | Parijs-Roubaix | Amstel Gold Race | Omloop Het Volk | Waalse Pijl | Kuurne-Brussel-Kuurne |
| ---- | --------------- | ------------- | -------------- | ---------------- | --------------- | ----------- | --------------------- |
| 1967 |                 |               |                |                  | Goud            |             |                       |
| 1968 |                 | 95e           |                |                  | 7e              |             |                       |
| 1969 |                 | Goud          | ↑              | 5e               |                 | 29e         |                       |
| 1970 | 72e             | Zilver        |                |                  | 9e              |             | 4e                    |
| 1972 |                 |               |                |                  | 12e             |             |                       |